# 前田真麻
前田 真麻（まえだ まあさ、1986年12月22日 - ）は、大阪府出身のタレント・元レースクイーンである。スリーライズに所属していた。同事務所退社の2016年9月以降ブログの更新等がないことから現在の消息は不明。

## 略歴
- 2010年、フォーミュラ・ニッポン「docomoサーキットレディ」としてレースクイーンデビュー。当時は大阪に本拠を置くモデルエージェンシー「グレース」に所属していた[1]。
- 2011年、グレースからスリーライズに移籍。同年2月、SUPER GT「ZENT sweeties」メンバーに選ばれる[2]。
- 2012年1月、同じ事務所の清水恵美と共に東京オートサロンイメージガール「A-class」メンバーとして活動。同年、「ZENT sweeties」メンバーに2年連続で選ばれる。
- 2013年1月、2年連続で東京オートサロンイメージガール「A-class」メンバーとして活動する。同年、同じ事務所の有馬綾香や2011年度のZENT sweetiesで一緒だったつのだ香澄らと共にSUPER GT「PACIFIC FAIRIES」メンバーとしてRQ活動を行う[3]。
- 2014年1月、レースクイーンからの卒業を発表[4]、10月には撮影会モデルも卒業した[5]。
- 2016年9月、スリーライズを退社していたことを発表[6]。

## 人物
- 4人兄妹の長女[7]。3つ下の妹は、プラチナムプロダクション所属で、レースクイーンやタレントとして活動し、現在はprediaのメンバーであるまえだゆう[8]。
- 趣味はカラオケ、お菓子作り、そろばん。特技はダンス。
- 好きな色はピンク。
- 2011年度のsweetiesで一緒だった鳥飼ゆかりや山崎麻衣とは今でも交流が深く、一緒に旅行に行くこともある[9][10]。

## 作品

### CD
- TOKYO AUTOSALON 2012 presents EVOLUTION #08（avex trax・オートサロン会場限定商品）
  - 曲名「自分を好きでいられるように・・・」「I Wanna Dance」
- TOKYO AUTOSALON 2013 presents EVOLUTION #09（avex trax・オートサロン会場限定商品）
  - 曲名「My Reflection」「Go Ready Go」

## 出演

### イベント
- 東京オートサロン「日本工学院ブース」（2011年1月）
- 福岡カスタムカーショー（2012年2月18日 - 19日／2013年2月16日 - 17日、福岡Yahoo!JAPANドーム） - A-classとして
- 札幌カスタムカーショー（2012年7月14日 - 15日、アクセスサッポロ） - A-classとして
- CEATEC JAPAN 2012「TEコネクティビティグループブース」（2012年10月、幕張メッセ）

### その他
- アメーバスタジオ「古坂大魔王のカツアゲ!」（2012年10月 - ） - カツアゲガールズとしてレギュラー出演